# Giuseppe Abbamonte
Giuseppe Abbamonte (Napoli, 17 marzo 1923 – Napoli, 13 dicembre 2016) è stato un giurista italiano, esperto di diritto amministrativo.
Avvocato cassazionista e professore ordinario fuori ruolo di Diritto amministrativo, Diritto finanziario e costituzionale all'Università degli Studi di Napoli Federico II, ha partecipato a molti dei più importanti processi nel settore del diritto amministrativo e costituzionale che si sono tenuti negli ultimi anni in Italia. 

## Biografia
Precedentemente alla cattedra universitaria, aveva ricoperto anche la carica di magistrato ordinario: "fu notato (....) da Carlo Maria Jaccarino, che lo avviò a una brillante carriera accademica (trascorsa prima a Macerata, poi a Bari, quindi a Napoli) alla quale Abbamonte annodò strettamente quella forense".
Nel 1987 gli fu conferito il premio «Aldo Sandulli». Nel 2014 gli è stato conferito il premio «Magister in Mediation» al Senato della Repubblica, durante il IX Forum Nazionale dei Mediatori. Nel 2015 è stato consegnato alla Presidenza del Consiglio, al Ministero dell’Interno ed al Ministero per gli affari regionali un parere legale a firma congiunta degli Avv.ti Giuseppe Abbamonte e Pietro Rescigno che motiva le ragioni di inapplicabilità della legge Severino nei confronti del neopresidente della Campania Vincenzo De Luca.
È stato presidente della Società Italiana degli Avvocati amministrativisti e docente all'Accademia Pontaniana.   È stato membro del Comitato scientifico della rivista "Istituzioni e imprese" e nel Comitato scientifico rivista internet www.giustamm.it. È stato presidente della commissione del premio internazionale "Sebetia-Ter".
È scomparso il 13 dicembre 2016, nella sua abitazione napoletana, all'età di 93 anni.
Il 23 aprile 2022 è stato inaugurato un busto alla sua memoria presso la Sala dei Busti di Castel Capuano.

## Opere
- Voce Comitato di liberazione nazionale, in Novissimo Digesto It., Torino, 1959
- Stato ed economia nell'ordinamento costituzionale italiano, in Giust. civ. 1960
- Il processo costituzionale italiano, Napoli, 1961
- Principi di diritto finanziario, Liguori editore, 1978
- Programmazione e amministrazione per settori organici, Liguori, 1982
- Sorvegliare il potere? Dialogo di inizio millennio tra cittadino e amministrazione, Edizioni Scientifiche Italiane, 2001
- Difesa dello avvocato Giuseppe Abbamonte rappresentante il prof. Catello Fusco (parte civile) contro Paolo Conte..., Nabu Press, 2011
- (coautore) Presente e futuro nella pianificazione urbanistica, redatto con gli Atti del II convegno, Napoli, 16/17 ottobre 1998
- (coautore) Scritti in memoria di Livio Paladin, Jovene editore
- (coautore) Giustizia amministrativa, seconda ed. CEDAM, Padova